# شهرستان وومبژژنو
شهرستان وومبژژنو (به لهستانی: Wąbrzeźno County) یک شهرستان در لهستان است که در استان کویافسکو-پومورسکی واقع شده‌است.

## شهرستانهای همسایه
شهرستان وومبژژنو هم‌مرز است با شهرستان گروجونتس از شمال, شهرستان برودنیتسا از شرق, شهرستان گولوپ-دوبژن از جنوب، شهرستان تورونی از جنوب غرب و شهرستان خومنو از غرب.

## خصوصیات
شهرستان وومبژژنو ۵۰۱٫۳۱ کیلومترمربع مساحت و ۳۴٬۸۸۶ نفر جمعیت دارد.